# ديلان إيفرت
ديلان إيفرت هو ممثل كندي، ولد في 24 يناير 1995 بتورونتو في كندا.

## وصلات خارجية
- ديلان إيفرت على موقع IMDb (الإنجليزية)
- ديلان إيفرت على موقع ألو سيني (الفرنسية)
- ديلان إيفرت على موقع أول موفي (الإنجليزية)
- ديلان إيفرت على موقع قاعدة بيانات الفيلم (الإنجليزية)
- ديلان إيفرت على موقع كينوبويسك (الروسية)